# Jean Del Val
Pour les articles homonymes, voir Gautier et Jean Gautier.
Jean Jacques Gauthier est un acteur français, né le 17 novembre 1891 à Reims en France, mort le 13 mars 1975 à Los Angeles — Quartier de Pacific Palisades (Californie).
Connu sous le nom de scène de Jean Del Val, il est crédité à ses débuts Jean Gauthier (ou Jean Gautier).

## Biographie
Installé aux États-Unis, Jean Del Val y débute au cinéma dans deux films sortis en 1917, dont The Fortunes of Fifi (en) de Robert G. Vignola (avec Marguerite Clark et John St. Polis). Suivent six autres films muets américains jusqu'en 1927, dont L'Hacienda rouge de Joseph Henabery (1924, avec Rudolph Valentino et Nita Naldi).
Puis, à partir de 1930, il contribue comme second rôle de caractère (ou dans des petits rôles non crédités) à cent-dix-neuf films parlants américains. Certains, au début des années 1930, sont tournés simultanément en version française alternative, dont Le Plombier amoureux d'Edward Sedgwick, sorti en 1932 (version française coréalisée par Claude Autant-Lara, avec Buster Keaton et Jimmy Durante dans les deux versions).
Parmi ses autres films notables, mentionnons Pour qui sonne le glas de Sam Wood (1943, avec Gary Cooper et Ingrid Bergman), Drôle de frimousse de Stanley Donen (1957, avec Fred Astaire et Audrey Hepburn), ou encore Le Voyage fantastique de Richard Fleischer (1966, avec Stephen Boyd et Raquel Welch). Et signalons son unique film français — coproduit avec l'Italie —, La Gondole aux chimères d'Augusto Genina (1936, avec Marcelle Chantal et Henri Rollan).
Son dernier film est Darling Lili de Blake Edwards (avec Julie Andrews et Rock Hudson), sorti en 1970, quasiment cinq ans avant sa mort.
À la télévision américaine, Jean Del Val apparaît dans vingt-six séries entre 1951 et 1973, dont Maverick (un épisode, 1958), Bonanza (deux épisodes, 1963-1965) et Mission impossible (un épisode, 1967), ainsi que dans le tout premier James Bond.
Au théâtre enfin, il joue à Broadway dans cinq pièces, la première étant The Dancers de Gerald du Maurier en 1923-1924, avec Richard Bennett ; la dernière est Oscar Wilde (en) de Leslie Stokes (en) et Sewell Stokes (en) en 1938-1939, avec Robert Morley dans le rôle-titre. S'y ajoute la comédie musicale Fifty Million Frenchmen de Cole Porter et Herbert Fields en 1929-1930, avec Helen Broderick, Thurston Hall et Genevieve Tobin.

## Filmographie partielle

### Cinéma

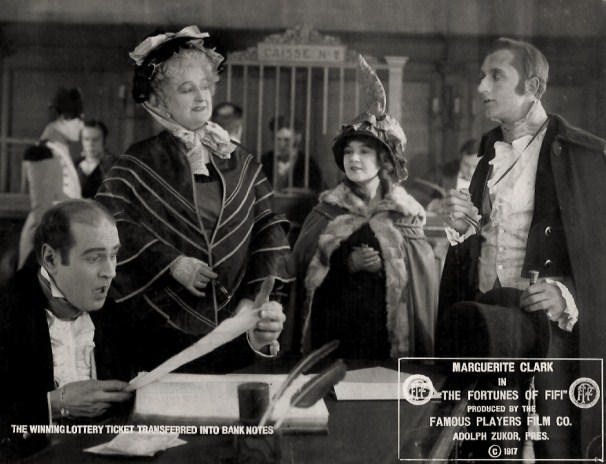
De g. à d. : Jean Del Val, Kate Lester, Marguerite Clark et John St. Polis, dans The Fortunes of Fifi (1917)

(films américains, sauf mention contraire)

#### Années 1910
- 1917 : The Fortunes of Fifi de Robert G. Vignola : Louis Bourcet
- 1917 : Heart's Desire de Francis J. Grandon : Jacques
- 1919 : Atonement de William Humphrey : Tony
- 1919 : Le Mystère de la chambre jaune (The Mystery of the Yellow Room) d'Émile Chautard : Jean Sainclair

#### Années 1920
- 1924 : L'Hacienda rouge (A Sainted Devil) de Joseph Henabery : Casimiro
- 1925 : Fifty-Fifty d'Henri Diamant-Berger : Jean

#### Années 1930
- 1930 : Soyons gai d'Arthur Robison (version française de Let Us Be Gay de Robert Z. Leonard) : rôle non spécifié
- 1930 : Sea Legs de Victor Heerman : Crosseti
- 1931 : Women Men Marry de Charles Hutchison : Pierre Renault
- 1931 : Le Sphinx a parlé (Friends and Lovers) de Victor Schertzinger : Marquis Henri de Pézanne
- 1931 : Fascination (Possessed) de Clarence Brown : le serveur
- 1931 : The Magnificent Lie de Berthold Viertel : le régisseur
- 1932 : Le Plombier amoureux (The Passionate Plumber) d'Edward Sedgwick (version anglaise et version française, coréalisée par Claude Autant-Lara) : le chauffeur
- 1932 : Quand on est belle d'Arthur Robison (version française de The Easiest Way, 1931, de Jack Conway) : Gensler
- 1932 : L'Athlète incomplet de Claude Autant-Lara (version française de Local Boy Makes Good, 1931, de Mervyn LeRoy) : le coach
- 1932 : Raspoutine et l'Impératrice (Rasputin and the Empress) de Richard Boleslawski et Charles Brabin : rôle non spécifié
- 1933 : Gabriel au-dessus de la Maison-Blanche (Gabriel over the White House) de Gregory La Cava : un représentant à la conférence sur la dette
- 1936 : La Gondole aux chimères (La gondola delle chimere) d'Augusto Genina (film franco-italien) : M. de Montignac
- 1939 : Laurel et Hardy conscrits (The Flying Deuces) d'A. Edward Sutherland : un sergent
- 1939 : Pack Up Your Troubles de H. Bruce Humberstone : Capt. Armande

#### Années 1940
- 1940 : Broadway qui danse (Broadway Melody of 1940) de Norman Taurog : le serveur italien
- 1940 : L'Étrange Aventure (Brother Orchid) de Lloyd Bacon : un français
- 1940 : Mystery Sea Raider d'Edward Dmytryk
- 1940 : Sous le ciel d'Argentine (Down Argentine Way) d'Irving Cummings : Señor Rufino
- 1940 : Éveille-toi mon amour (Arise, my love) de Mitchell Leisen : un chauffeur
- 1940 : Le Signe de Zorro (The Mark of Zorro) de Rouben Mamoulian : une sentinelle
- 1941 : Les Trappeurs de l'Hudson (Hudson's Bay) d'Irving Pichel : le capitaine du bateau
- 1941 : La Proie du mort (Rage in Heaven) de W. S. Van Dyke : le concierge du sanatorium
- 1941 : Sergent York (Sergeant York) d'Howard Hawks : Maréchal Foch
- 1942 : Mon secrétaire travaille la nuit (Take a Letter, Darling) de Mitchell Leisen : le maître d'hôtel
- 1942 : Casablanca de Michael Curtiz : l'annonceur radio de la police
- 1942 : Espionne aux enchères (The Lady Has Plans) de Sidney Lanfield : le barman
- 1942 : Gentleman Jim de Raoul Walsh : Renaud
- 1942 : Quelque part en France (Reunion in France) de Jules Dassin : le concierge
- 1942 : Le Témoin disparu (Just Off Broadway) d'Herbert I. Leeds
- 1942 : Shanghaï, nid d'espions[4] (Secret Agent of Japan) d'Irving Pichel : Pierre Solaire
- 1943 : Mission à Moscou (Mission to Moscow) de Michael Curtiz : le secrétaire de Molotov
- 1943 : Paris à l'aube (Paris After Dark) de Léonide Moguy : Papa Benoît
- 1943 : Pour qui sonne le glas (For Whom the Bell Tolls) de Sam Wood : le tireur embusqué
- 1943 : Les Aventures de quatre élèves pilotes (Adventures of the Flying Cadets) de Lewis D. Collins et Ray Taylor (serial) : Michaud (l'agent nazi du M-7)
- 1943 : Convoi vers la Russie (Action in the North Atlantic) de Lloyd Bacon : le capitaine La Pricor
- 1943 : Intrigues en Orient (Background to Danger) de Raoul Walsh : un fonctionnaire
- 1943 : Le Chant de Bernadette (The Song of Bernadette) d'Henry King : Estrade
- 1944 : Passage pour Marseille (Passage to Marseille) de Michael Curtiz : Raoul Doulaine
- 1944 : Saboteur sans gloire (Uncertain Glory) de Raoul Walsh : le geôlier
- 1944 : Tampico de Lothar Mendes : le pilote du port
- 1945 : Pris au piège (Cornered) d'Edward Dmytryk : M. Trabeau (premier préfet)
- 1945 : L'assassin rôde toujours (The Spider) de Robert D. Webb : Henri Dutrelle, directeur de l'hôtel
- 1946 : Gilda de Charles Vidor : un membre du cartel français
- 1946 : Le Joyeux Barbier (Monsieur Beaucaire) de George Marshall : le ministre de la guerre
- 1946 : Les Héros dans l'ombre (O.S.S.) d'Irving Pichel : un chauffeur
- 1946 : Le Fil du rasoir (The Razor's Edge) d'Edmund Goulding : un fonctionnaire de police
- 1947 : 13, rue Madeleine (13 Rue Madeleine) d'Henry Hathaway : le paysan français avec Wood
- 1947 : Deux nigauds démobilisés (Buck Privates Come Home) de Charles Barton : Duprez (le consul général français)
- 1947 : Bel-Ami (The Private Affairs of Bel Ami) d'Albert Lewin : le commissaire
- 1947 : Mon père et nous (Life with Father) de Michael Curtiz : François (le maître d'hôtel du Delmonico)
- 1947 : L'Étoile des étoiles (Down to Earth) d'Alexander Hall : le croupier
- 1947 : La Fière Créole (The Foxes of Harrow) de John M. Stahl : Dr Lefèvre
- 1948 : L'Homme aux abois (I Walk Alone) de Byron Haskin : Henri (le chef cuisinier)
- 1948 : La Belle imprudente (Julia Misbehaves) de Jack Conway : le croupier
- 1949 : Bastogne (Battleground) de William A. Wellman : le paysan français
- 1949 : Passion fatale (The Great Sinner) de Robert Siodmak : le troisième croupier

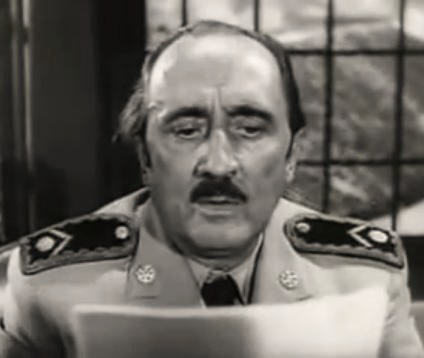
Dans Le Voyage de la peur (1953)

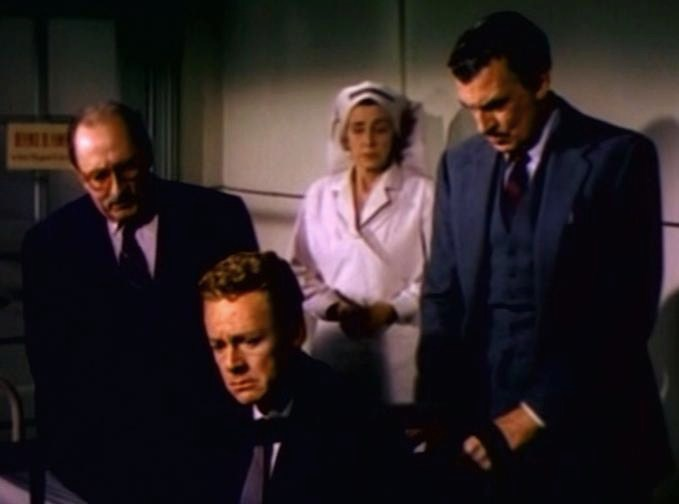
Jean Del Val, Van Johnson et Walter Pidgeon (au premier plan, de g. à d.), dans La Dernière Fois que j'ai vu Paris (1954)

#### Années 1950
- 1950 : Jean Lafitte, dernier des corsaires (Last of the Buccaneers) de Lew Landers : Sauvinet
- 1951 : Riche, jeune et jolie (Rich, Young and Pretty) de Norman Taurog : le maître d'hôtel
- 1951 : L'Amant de Lady Loverly (The Law and the Lady) d'Edwin H. Knopf : le concessionnaire du chemin de fer
- 1952 : Les Rois de la couture (Lovely to Look At) de Mervyn LeRoy et Vincente Minnelli : un créancier
- 1952 : Violence à Park Row (Park Row) de Samuel Fuller : M. Dessard
- 1952 : La Maîtresse de fer (The Iron Mistress) de Gordon Douglas : Saint Sylvain
- 1953 : Les hommes préfèrent les blondes (Gentlemen Prefer Blondes) d'Howard Hawks : le capitaine du navire
- 1953 : Le Voyage de la peur (The Hitch-Hiker) d'Ida Lupino : l'inspecteur général
- 1953 : Le Petit Garçon perdu (Little Boy Lost) de George Seaton : Dr Biroux
- 1954 : C'est pas une vie, Jerry (Living It Up) de Norman Taurog : le chef cuisinier français
- 1954 : La Dernière Fois que j'ai vu Paris (The Last Time I Saw Paris) de Richard Brooks : le médecin à l'hôpital
- 1955 : Les Contrebandiers de Moonfleet (Moonfleet) de Fritz Lang : le capitaine français
- 1956 : Quadrille d'amour (Anything Goes) de Robert Lewis : le bagagiste français
- 1957 : Drôle de frimousse (Funny Face) de Stanley Donen : le coiffeur
- 1958 : Moi et le colonel (Me and the Colonel) de Peter Glenville : un vieux gentilhomme
- 1959 : Cargaison dangereuse (The Wreck of the Mary Deare) de Michael Anderson : Javot

#### Années 1960
- 1960 : Can-Can de Walter Lang : le juge Merceaux
- 1960 : Les Sept Voleurs (Seven Thieves) d'Henry Hathaway : le croupier à la roulette
- 1961 : Le Diable à 4 heures (The Devil at 4 O'Clock) de Mervyn LeRoy : Louis
- 1965 : L'Enquête (Sylvia) de Gordon Douglas : le maître d'hôtel
- 1966 : Le Voyage fantastique (Fantastic Voyage) de Richard Fleischer : Jan Benes
- 1967 : Seule dans la nuit (Wait Until Dark) de Terence Young : Louis

#### Années 1970
- 1970 : Darling Lili de Blake Edwards : le maître d'hôtel

### Télévision

#### Séries télévisées
- 1954-1955 : Climax!, saison 1, épisode 3 Casino Royale (1954 - le croupier) et épisode 32 The Escape of Mendes-France (1955 - rôle non spécifié)
- 1957 : Maverick, saison 1, épisode 8 Hostage de Richard L. Bare : Anton Rivage
- 1958 : Perry Mason, première série, saison 1, épisode 23 The Case of the One-Eyed Witness de Christian Nyby : le serveur
- 1961 : Aventures dans les îles (Adventures in Paradise), saison 2, épisode 21 L'Ange de la mort (Angel of Death) de Robert Florey : le chauffeur de taxi
- 1963-1965 : Bonanza
  - Saison 4, épisode 20 Marie, My Love (1963) de Lewis Allen : M. Clemont
  - Saison 7, épisode 10 The Strange One (1965) de Gerd Oswald : René
- 1967 : Les Espions (I Spy), saison 2, épisode 21 Une chambre au château (A Room with a Rack) : le vieil homme chauve
- 1967 : Mission impossible (Mission : Impossible), première série, saison 2, épisode 10 Charité (Charity) de Marc Daniels : M. Wolf

## Théâtre à Broadway (intégrale)
(pièces, sauf mention contraire)
- 1923-1924 : The Dancers de Gerald du Maurier : Gustave (le régisseur)
- 1926 : Lulu Belle d'Edward Sheldon et Charles MacArthur[5], mise en scène de David Belasco : le vicomte de Villars
- 1928-1929 : A Play Without a Name d'Austin Strong : Théodore
- 1929-1930 : Fifty Million Frenchmen, comédie musicale, musique et lyrics de Cole Porter, livret d'Herbert Fields, décors de Norman Bel Geddes : le sahib Roussin / Joe Zelli
- 1938 : Empress of Destiny de Jessica Lee et Joseph Lee Walsh : Segur
- 1938-1939 : Oscar Wilde de Leslie et Sewell Stokes : Jules